# Florometra serratissima
Florometra serratissima (A. H. Clark, 1907) è un crinoide comatulide della famiglia degli Antedonidi, diffuso nei mari del Nord America.

## Descrizione
Gli esemplari di Florometra serratissima sono dotata di un gambo alla base, più lungo nei giovani esemplari, da una serie di braccia ad esso agganciate e da un calice. La bocca è situata nella zona superiore del corpo, al centro del calice, intorno al quale si trovano cinque braccia. Queste braccia possiedono delle ramificazioni, che formano 10 o più braccia, ciascuna delle quali ha delle pinnule a forma di piuma. Il centro di ciascun braccio ha un solco ambulacrale, utilizzato per far transitare le particelle di cibo dalle ciglia, che le captano, verso la bocca. Quando le braccia sono completamente allungate, Florometra serratissima può arrivare a misurare 25 cm. Nella zona inferiore dell'organismo ci sono i cirri che lo ancorano al fondale marino. Il colore dell'organismo è solamente bruno-rossastro. Le braccia sono chiare, di colore arancione, giallo, rosso, bianco o marroncino, e le pinnule sono scure, generalmente marroni o nere.

## Biologia

### Comportamento
Gli esemplari di Florometra serratissima possiedono articolazioni speciali che si separano quando vengono sollecitate da uno stimolo. Queste braccia vengono usate anche come tecnica di difesa. Se una di esse si stacca dall'organismo, per autotomia o predazione, piò essere rigenerata. Si muove agitando le numerose braccia o attraverso i cirri.

### Alimentazione
È un filtratore, cioè si nutre in sospensione. Utilizzando le ciglia catturano particelle di cibo, spesso plancton, che si spostano alla bocca tramite il solco ambulacrale.

## Distribuzione e habitat
Florometra serratissima vive nell'Oceano Pacifico settentrionale, dalla California all'Alaska. Vive a elevate distanze dalle coste, e a profondità comprese tra gli 11 e i 1 252 metri, ma generalmente non superano i 1 000 metri.